# Pleșcuța (okręg Arad)
Pleșcuța – wieś w Rumunii, w okręgu Arad, w gminie Pleșcuța. W 2011 roku liczyła 224 mieszkańców. 